# 도가머리붉은옆줄주머니쥐
도가머리붉은옆줄주머니쥐(Monodelphis palliolata)는 주머니쥐과에 속하는 남아메리카 주머니쥐의 일종이다. 최근까지 북방붉은옆줄주머니쥐(M. brevicaudata)의 아종으로 간주했다. 콜롬비아와 베네주엘라에서 발견되며, 해수면부터 해발 고도 2250m 사이에서 서식한다. 열대 우림의 나무 위가 아닌 지역에서 살지만, 경작지에서 발견되기도 한다.